# Благо Прангов
Благо Иванов Прангов е български поет и писател.

## Биография
Роден е в 1933 година в разложкото село Бачево. Завършва гимназия в Разлог, а след това българска филология в Софийския университет „Климент Охридски“. Работил като учител. Отговорен редактор е на поетичното приложение на вестник „Вяра“. Завежда отдел „Култура и образование“ на вестник „Пиринско дело“. Член е на Съюза на българските писатели.

## Творчество
- „Кръговрати“ (1980),
- „Пукнатини“ (1990),
- „Същинското ми име“ (1994),
- „Голосек“ (1995),
- „Пирински писмовник“ (1996),
- „Предел“ (1997),
- „Глина“ (1998),
- „Просека към слънцето“ (2003),
- „С душа на трепетлика“ (2008),
- „Между снега и цъфтежа“ (публицистика, 2008),
- „В цедилката на трите хълма. Чуто. Видяно. Преживяно.“ (документални разкази за Бачево, 2009).[1]